# Primera División de Chile 1960
Primera División de Chile 1960 var den chilenska högstaligan i fotboll för herrar för säsongen 1960, som slutade med att Colo-Colo vann för åttonde gången.

## Kvalificering för internationella turneringar
- Copa de Campeones de América 1961
  - Vinnaren av Primera División: Colo-Colo

## Sluttabell
| Plac. | Lag                  | S  | V  | O  | F  | GM | IM | MSK | Poäng |
| ----- | -------------------- | -- | -- | -- | -- | -- | -- | --- | ----- |
| 1     | Colo-Colo            | 26 | 14 | 7  | 5  | 52 | 31 | 21  | 35    |
| 2     | Santiago Wanderers   | 26 | 12 | 8  | 6  | 43 | 28 | 15  | 32    |
| 3     | Universidad de Chile | 26 | 14 | 3  | 9  | 46 | 40 | 6   | 31    |
| 4     | Everton              | 26 | 13 | 4  | 9  | 48 | 39 | 9   | 30    |
| 5     | Palestino            | 26 | 11 | 7  | 8  | 50 | 42 | 8   | 29    |
| 6     | Unión Española       | 26 | 11 | 5  | 10 | 40 | 48 | -8  | 27    |
| 7     | Santiago Morning     | 26 | 9  | 7  | 10 | 36 | 37 | -1  | 25    |
| 8     | O'Higgins            | 26 | 8  | 9  | 9  | 40 | 44 | -4  | 25    |
| 9     | Magallanes           | 26 | 11 | 2  | 13 | 42 | 38 | 4   | 24    |
| 10    | Audax Italiano       | 26 | 7  | 10 | 9  | 27 | 32 | -5  | 24    |
| 11    | Rangers              | 26 | 10 | 4  | 12 | 32 | 46 | -14 | 24    |
| 12    | San Luis             | 26 | 9  | 4  | 13 | 40 | 45 | -5  | 22    |
| 13    | Ferrobádminton       | 26 | 8  | 2  | 16 | 40 | 49 | -9  | 18    |
| 14    | Universidad Católica | 26 | 5  | 8  | 13 | 41 | 58 | -17 | 18    |

| Primera División Vinnare av Primera División 1960 |
| ------------------------------------------------- |
| Chile                                             |
| Colo-Colo 8:e titeln                              |

## Nedflyttningstabell
Det lag med sämst genomsnittlig poäng i den högsta serien de senaste tre säsongerna flyttades ner. I detta fall blev det Magallanes, de allra första mästarna, som flyttades ner för första gången.
| Plac. | Lag                  | 1958 | 1959 | 1960 | Genomsnitt |
| ----- | -------------------- | ---- | ---- | ---- | ---------- |
| 1     | Colo-Colo            | 33   | 38   | 35   | 35,33      |
| 2     | Santiago Wanderers   | 34   | 34   | 32   | 33,33      |
| 2     | Universidad de Chile | 31   | 38   | 31   | 33,33      |
| 4     | O'Higgins            | 23   | 34   | 25   | 27,33      |
| 5     | Palestino            | 31   | 19   | 29   | 26,33      |
| 6     | Everton              | 24   | 22   | 30   | 25,33      |
| 7     | Unión Española       | 22   | 26   | 27   | 25,00      |
| 7     | Santiago Morning     | --   | --   | 25   | 25,00      |
| 9     | Ferrobádminton       | 24   | 27   | 18   | 23,00      |
| 10    | Universidad Católica | 27   | 23   | 18   | 22,67      |
| 11    | Audax Italiano       | 22   | 20   | 24   | 22,00      |
| 11    | Rangers              | 21   | 21   | 24   | 22,00      |
| 11    | San Luis             | --   | 22   | 22   | 22,00      |
| 14    | Magallanes           | 18   | 23   | 24   | 21,67      |